# Valerios Eklektos
Valerios Eklektos (gr. Βαλέριος Ἔκλεκτος) – grecki herold (keryks) żyjący w III wieku, olimpijczyk.
Pochodził z Synopy nad Morzem Czarnym. Czterokrotnie, w 245, 253, 257 i 261 roku zwyciężył w zawodach heroldów na igrzyskach olimpijskich. Odniósł także trzy triumfy na igrzyskach pytyjskich i nemejskich oraz cztery na igrzyskach istmijskich.